# Брайнигерберг
Брайнигерберг (на немски: Breinigerberg) е квартал на град Щолберг в Германия, разположен близо до точката, в която близо се срещат границите на Германия с Белгия и Нидерландия. Населението му е 971 жители.